# リチャード・ソープ
リチャード・ソープ（Richard Thorpe、1896年2月24日 - 1991年5月1日）はアメリカ合衆国の映画監督。本名はRollo Smolt Thorpe。
カンザス州出身。息子のジェリー・ソープも映画監督である。

## 作品
- レッド・リバーのガンマン
- さそり暗殺命令
- おかしな気持
- 渚の青春
- アカプルコの海
- 渚のデイト
- 戦略泥棒作戦
- ガールハント
- 黒い砦
- キリマンジャロの決斗
- 監獄ロック
- 古城の剣豪
- プロディガル
- 皇太子の初恋
- 円卓の騎士
- 兄弟はみな勇敢だった
- カービン銃第一号
- ゼンダ城の虜
- 黒騎士
- 復讐の谷
- 歌劇王カルーソ
- 土曜は貴方に
- スイングの少女
- 山荘物語
- 闘牛の女王
- 夢のひととき
- 風車の秘密
- 姉妹と水兵
- アパッチ街道
- ターザン紐育へ行く
- 荒野の掠奪
- ターザンの黄金
- 宿なしハックの冒険
- ターザンの猛襲
- 群衆は叫ぶ
- 夜は必ず来る
- 結婚十字路
- ターザンの逆襲
- 闇に叫ぶ声
- 南海のペーガン
- 足で蹴る恋
- 赤毛は浮気
- 喧嘩の早業
- 拳骨先生
- 写真が証拠
- 男の誉れ
- 鉄拳王国
- 鉄拳の味
- 断崖突破
- 逆立つ立髪